# 安圖科 (智利)
37°19′49″S 71°40′24″W / 37.33028°S 71.67333°W

安圖科（西班牙語：Antuco），是智利的城鎮，位於該國中部比奧比奧大區的比奧比奧省，始建於1979年10月26日，面積1,884.1平方公里，海拔高度553米，2012年人口3,862人，人口密度每平方公里2.0人。